# Ievgueni Alekséiev
Ievgueni Vladímirovitx Alekséiev (nascut el 28 de novembre de 1985 a Puixkin, Rússia), és un jugador d'escacs rus, que té el títol de Gran Mestre des de 2001.
A la llista d'Elo de la FIDE del desembre de 2021, hi tenia un Elo de 2589 punts, cosa que en feia el jugador número 43 (en actiu) de Rússia, i el 256è jugador del rànquing mundial. El seu màxim Elo va ser de 2725 punts, a la llista de setembre de 2009 (posició número 20 al rànquing mundial).

## Resultats destacats en competició
El 2003, empatà als llocs 1r-2n amb Kaido Külaots a Khàrkiv
A les darreries de 2005, va participar en la Copa del món de 2005 a Khanti-Mansisk, un torneig classificatori per al cicle del Campionat del món de 2007, on va tenir una mala actuació i fou eliminat en primera ronda per Murtas Kajgalíev.
El 2006 va guanyar el 59è Campionat d'escacs de Rússia, tot vencent en Dmitri Iakovenko en el matx de play-off final. Gràcies al fet que va guanyar l'Aeroflot Open de 2007 a Moscou, es va classificar per participar en el Dortmund Sparkassen Chess Meeting del mateix any, un torneig de super-elit en què acabà finalment empatat al segon lloc, - rere el Campió del món Vladímir Kràmnik — amb Viswanathan Anand i Péter Lékó.
El 2008 va empatar al primer lloc (i va guanyar el desempat) amb Leinier Domínguez a Biel (amb 6½/10 punts), per davant de Magnus Carlsen. El setembre de 2008, va formar part (amb Ievgueni Tomaixevski, Piotr Svídler, Dmitri Iakovenko i Ernesto Inàrkiev) de l'equip rus que disputà el cinquè matx Rússia - Xina a Ningbo i hi puntuà 2.5/5 amb una performance de 2680. La Xina va guanyar el matx per un global de 26 a 24.
El maig de 2010, empatà als llocs 2n-6è al torneig FIDE Grand Prix a Astracan, amb una puntuació de 7/13 (+3 -2 =8).
Entre l'agost i el setembre de 2011 participà en la Copa del món de 2011, a Khanti-Mansisk, un torneig del cicle classificatori pel Campionat del món de 2013, i hi va tenir una raonable actuació. Avançà fins a la segona ronda, quan fou eliminat per Vassil Ivantxuk (½-1½).
Fou segon al Campionat d'Europa d'escacs individual de 2013 a Legnica, Polònia, per darrere d'Oleksandr Moissèienko.